# Snakebite
Snakebite — первый официальный альбом британской хард-рок группы Whitesnake. Изначально релиз представлял собой мини-альбом, который состоял из четырёх песен, выпущенный в Великобритании в июне 1978 года. Альбом никогда не переиздавался в США. Snakebite был переиздан в сентябре 1978 года как двойной мини-альбом с добавлением четырёх дополнительных песен, записанных для второго сольного альбома Дэвида Ковердэйла Northwinds. Альбом подписан как David Coverdale’s Whitesnake и содержит несколько фотографий с живого выступления группы. Все песни релиза были использованы в качестве бонус-треков при переиздании альбома Trouble в 2006 году.

## Запись
Вскоре после окончания работы над альбомом Northwinds Ковердэйл с группой начал работу над новым материалом и вскоре они вернулись в студию с запасом новых сил. Получившийся мини-альбом (Snakebite EP) включает кавер-версию песни «Ain’t No Love in the Heart of the City», первоначально исполненную Бобби Блэндом. Хотя сейчас песня считается классической в репертуаре Whitesnake, по словам Ковердэйла изначально он не ставил перед собой таких целей: «Изначально у меня не было планов записывать „Ain’t No Love in the Heart of the City“, если вы можете в это поверить. Эта песня так глубоко связана со многими вещами, что я все еще играю ее сегодня, 25 лет спустя».
Некоторые песни с этого альбома были записаны позже в 1978 году и выпущены на концертном альбоме 1980 года «Live … In the Heart of the City».

## Список песен

### Сторона A
1. «Bloody Mary» (Ковердэйл) — 3:16
2. «Steal Away» (Ковердэйл, Мики Муди, Марсден, Нил Мюррей, Питер Солли, Дэйв Доул) — 4:15

### Сторона B
1. «Ain’t No Love in the Heart of the City»(Майкл Прайс, Дэн Уэлш) — 5:05
2. «Come On» (Ковердэйл, Марсден) — 3:25

### David Coverdale’s Whitesnake — Snakebite
1. «Come On» (Ковердэйл, Марсден) — 3:31
2. «Bloody Mary» (Ковердэйл) — 3:18
3. «Ain’t No Love in the Heart of the City» (Майкл Прайс, Дэн Уэлш) — 5:07
4. «Steal Away» (Ковердэйл, Мики Муди, Марсден, Нил Мюррей, Питер Солли, Дэйв Доул) — 4:16
5. «Keep On Giving Me Love» (Ковердэйл, Мики Муди) — 5:13
6. «Queen of Hearts» (Ковердэйл, Мики Муди) — 5:15
7. «Only My Soul» (Ковердэйл) — 4:33
8. «Breakdown»(Ковердэйл, Мики Муди) — 5:12

- Песни 1-4 с оригинального EP, записаны 7-13 апреля 1978 на Central Recorders, Лондон.
- Песни 5-8 с альбома Northwinds, записаны 10-19 апреля 1977 на AIR Studios, Лондон.

## Участники записи

### Песни 1-4
- Дэвид Ковердэйл — вокал
- Мики Муди — гитара
- Берни Марсден — гитара
- Нил Мюррей — бас-гитара
- Дэйв Доул — ударные
- Пит Солли — клавишные

### Песни 5-8
- Дэвид Ковердэйл — вокал
- Мики Муди — гитара
- Тим Хинкли — пианино
- Алан Спенер — бас-гитара
- Тони Ньюман — барабаны
- Ли Бриллье — гармоника
- Роджер Гловер — клавинет, перкуссия, Arp 2600
- Грэм Прескетт — скрипка

## Чарты
| Chart (1978)    | Position |
| --------------- | -------- |
| UK Albums Chart | 61       |